# Elektrosiła
Elektrosiła (ros. Электроси́ла) – czternasta stacja linii Moskiewsko-Piotrogrodzkiej, znajdującego się w Petersburgu systemu metra.

## Charakterystyka
Stacja Elektrosiła została oficjalnie uruchomiona 29 kwietnia 1961 roku, a została ona skonstruowana jako stacja o charakterze pylonowym. Autorami projektu architektonicznego obecnej postaci stacji są: G. M. Włanin (Г. М. Вланин), S. I. Jewdokimow (С. И. Евдокимов), N. W. Ustinowicz (Н. В. Устинович), a także A. S. Gieckin (А. С. Гецкин) i W. P. Szuwałowa (В. П. Шувалова). Stacja położona jest przy prospekcie Moskiewskim, naprzeciwko ulicy Rieszetnikowa. Jej nazwa pochodzi od pobliskiej elektrowni o tej samej nazwie, dostarczającej energii elektrycznej dla tej części miasta. Jest to jedna z najkrótszych stacji w systemie petersburskiego metra. Tematem przewodnim w wystroju stacji jest elektryfikacja Związku Socjalistycznych Republik Radzieckich. Jedną ze ścian zdobi ceramiczny panel przedstawiający ten proces, umieszczono tam m.in. mapę Związku Radzieckiego, na którą naniesiono sukcesy elektryfikacyjne władz bolszewickich. Swe miejsce znalazł także słynny cytat Włodzimierza Lenina: „Komunizm – to władza radziecka plus elektryfikacja całego kraju”. Ściany przy torach wyłożone zostały białymi płytkami. Przejściom między pylonami nadano niecodzienną formę łuków, a korytarz między dwoma peronami przybrał formę zaokrągloną. Przejścia ozdobione są elementami metalowymi o barwie srebrnej. Nad nimi, w trzech rzędach, umieszczone zostały kwadratowe lampy. Taka kompozycja miała być nawiązaniem do pobliskiej elektrowni i nadać jej formę industrialną.
Elektrosiła położona jest na głębokości 35 metrów. Od 2009 do 2011 prowadzono tu prace remontowe, m.in. asfaltowa posadzka została zastąpiona płytami z granitu. Budynek wejściowy do stacji został zaprojektowany w taki sposób by mógł on przetrwać bombardowanie. Ruch pociągów odbywa się tutaj od godziny 5:40 do godziny 0:35 i w tym czasie jest ona dostępna dla pasażerów.